# 崇謙堂

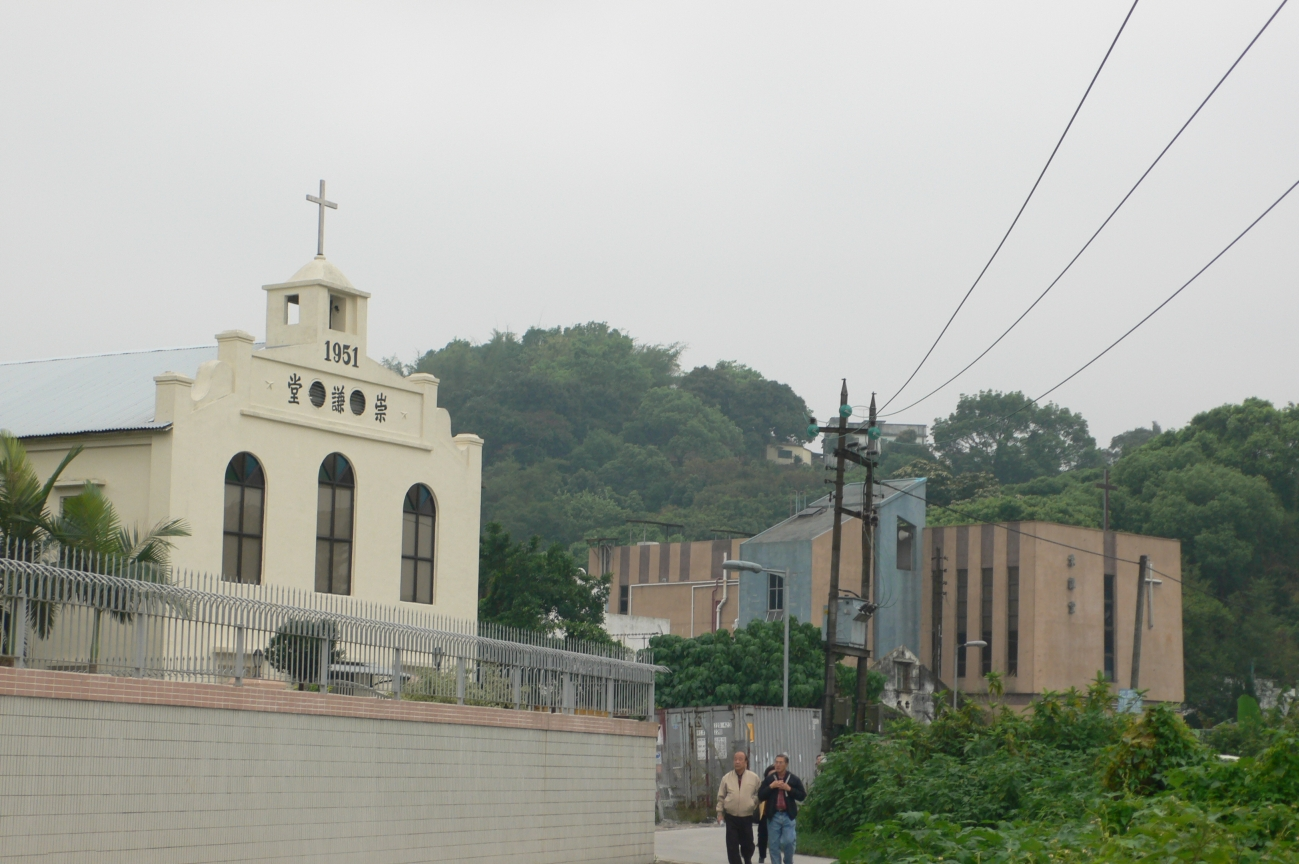
崇謙堂的新堂和舊堂

崇謙堂（基督教香港崇真會粉嶺崇謙堂）是位於香港新界粉嶺龍躍頭的基督教教堂，座落於龍山的山咀，就像龍口含著的珍珠。崇謙堂是私人物業，並不對外開放。

## 歷史

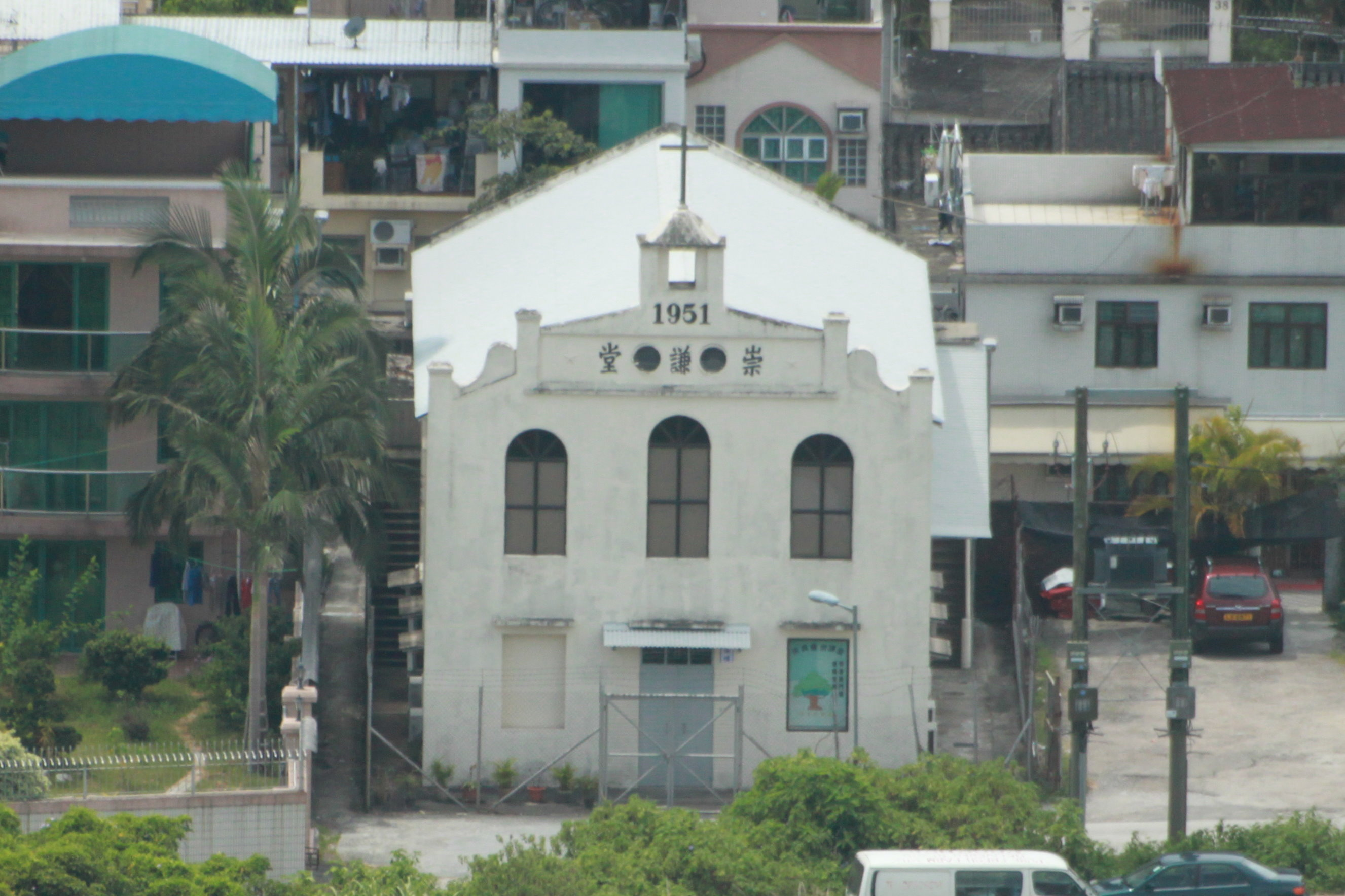
崇謙堂舊堂

崇謙堂為巴色差會（Basel Evangelical Missionary Society）於1926年創建。1924年教會領袖凌善元牧師、彭樂三、張和彬、林柏如及陳桂材等見到每主日崇拜教友人數眾多，倡議建造新堂以容納更多聚會人數，於1926年冬季購入崇謙堂村前面正中土地約2500平方呎，隨即動工興建，到1927年4月18日復活節期間完成，並舉行獻堂開幕，由巴色差會駐港之紀振綱牧師主持啟籲儀式。1929年基督教香港崇真會自立，崇謙堂成為崇真總會其中一間堂會。
後因信徒增多，凌善元牧師長子凌道揚四出奔走，及得香港聖公會何明華會督協助，獲香港賽馬會撥贈5,000元作為補助擴建聖堂之用，大埔墟張貴設計劃則，南華莆信徒所設的南華建築公司負責承建，遂於1951年進行擴建，10月15日晨，由凌道揚動土，徐黃英桃奠基，宣告興工。擴建聖堂分上下二層，上層為禮堂，可容400坐位，樓下則闢為青年部、圖書室、接待室、主日學課室及文娛活動室等，全部工程，共用港幣40,000元。教堂擴建完成，於12月23日正午12時，舉行獻堂典禮，由區會洪德仁區牧主禮。
崇謙堂曾於1956年10月決議創辦本堂幼稚園，至1957年3月1日在教堂樓下改闢課室，正式開學，由初期之40餘人，增至高峰期200餘人。
信徒數目不斷增加，已逾千人，擴建後的教堂復覺狹窄，於1962年決議再度擴建，於現堂右側山坡，向政府申購，作為新堂及傳道人與職員宿舍，並附設幼稚園。即發起擴建募捐，鼓勵會內信眾，每人每月認捐固定金額，按月繳交至擴建完成為止，更蒙西差會允補助建築費20萬馬克，到1967年崇謙堂董事會再擴大募捐。本可早日動工，但區會所屬一支會與主體意見分歧，教育司對擴建幼稚園事延緩批示，直到支會與區會復合，教育司才批示照准，教會立即進行各項擴建計劃。1974年夏，政府批准所有建築手續，逐招標建築，秋末主日崇拜後，由會長王新民主持動土典禮。翌日建築公司開始整理地盤，但鄰近村民以侵佔及破壞風水為由，力加反對，教會惟有放棄該處地基，重新物色地點。
1977年崇謙堂董事會用157,498元購得崇謙堂村口左側兩塊田地，總面積約有22,000平方呎，前面一塊作為建造新堂，後面一塊則作為運動場。1978年將山坡地段交回政府，獲豁免補償地價，並批准在新購地段建造新堂。1982年5月2日巴色母會東亞總牧都謀道牧師到港巡視，順道到來舉行動土典禮，同年聖誕節前12月19日主日崇拜後舉行奠基，由巴色會駐港代表陸漢思牧師主禮。1983年夏初建堂工作已接近完成，新堂二樓為禮拜堂，樓下則為幼稚園、職員住所相連在另一座，在該座地下一層則有辦公室及副堂，副堂可容六、七十人。1983年10月23日禮拜日舉行獻堂開幕典禮，先在舊堂舉行簡短主日崇拜，由主禮人及詩班領導向新堂進發，直至二樓禮拜堂正門，巴色會駐香港會長陸漢思牧師啟籲，並引導會眾進入堂內。

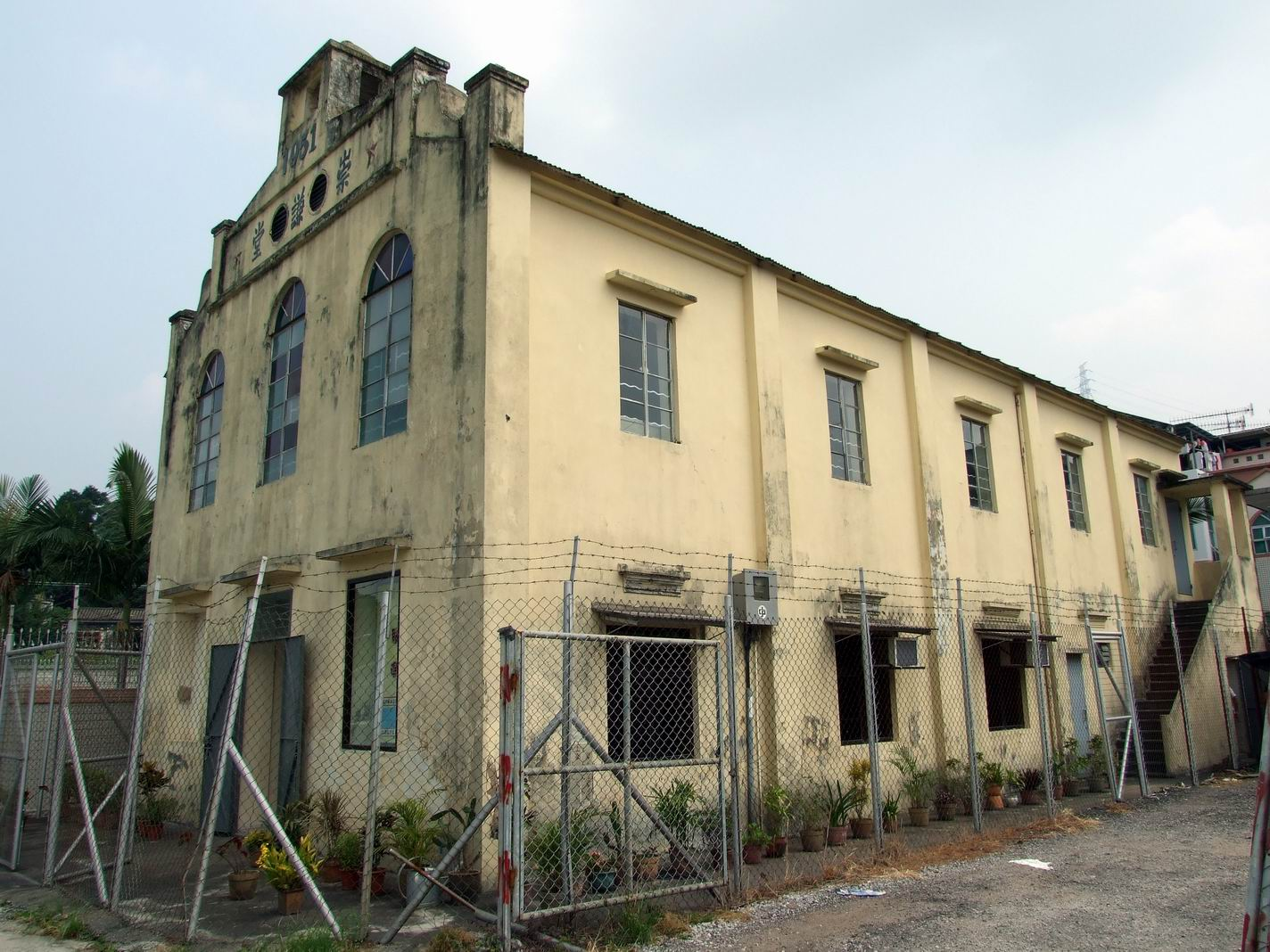
2006年翻新前的崇謙堂
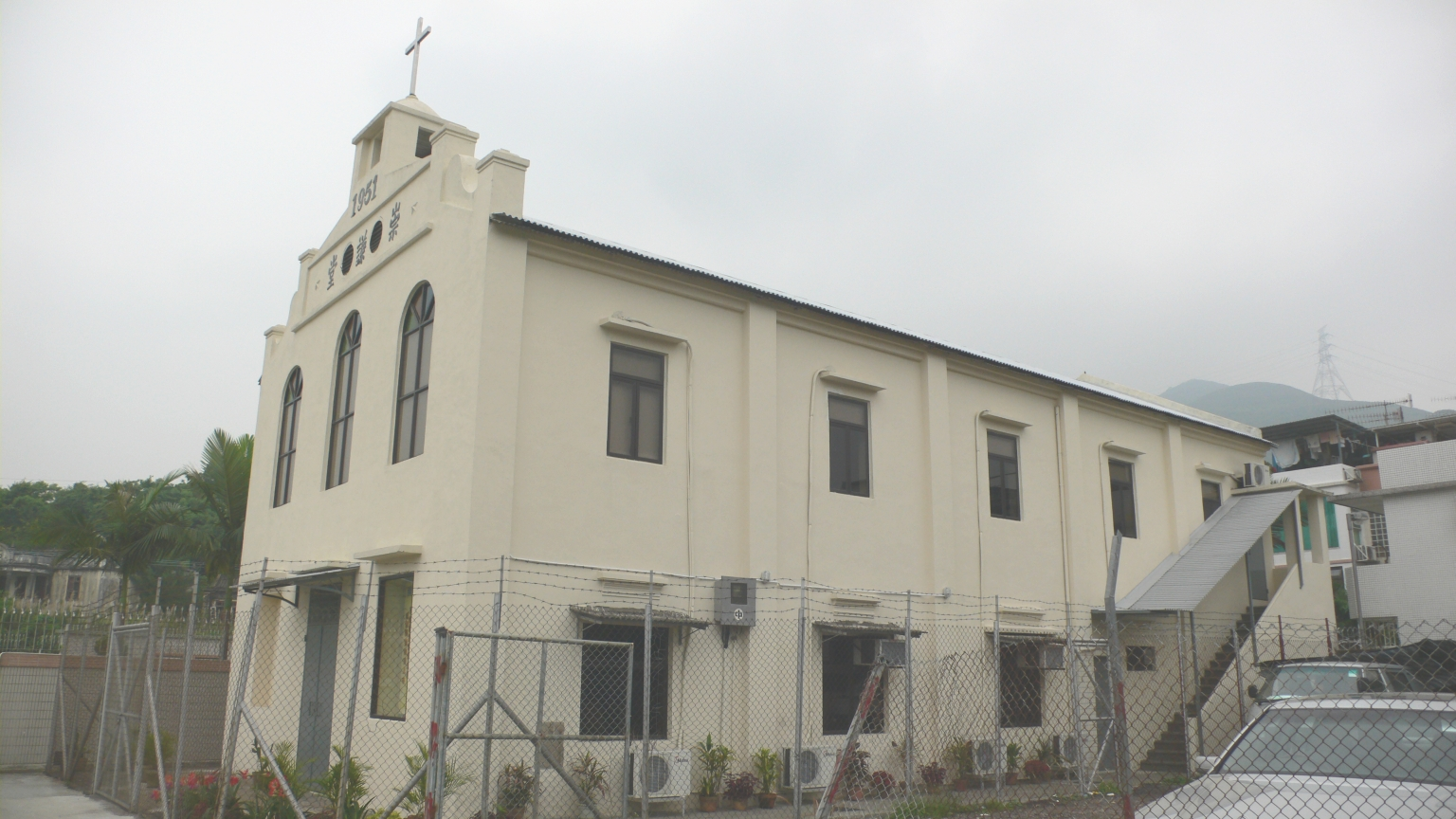
2006年經翻新後改名為崇謙堂崇謙樓
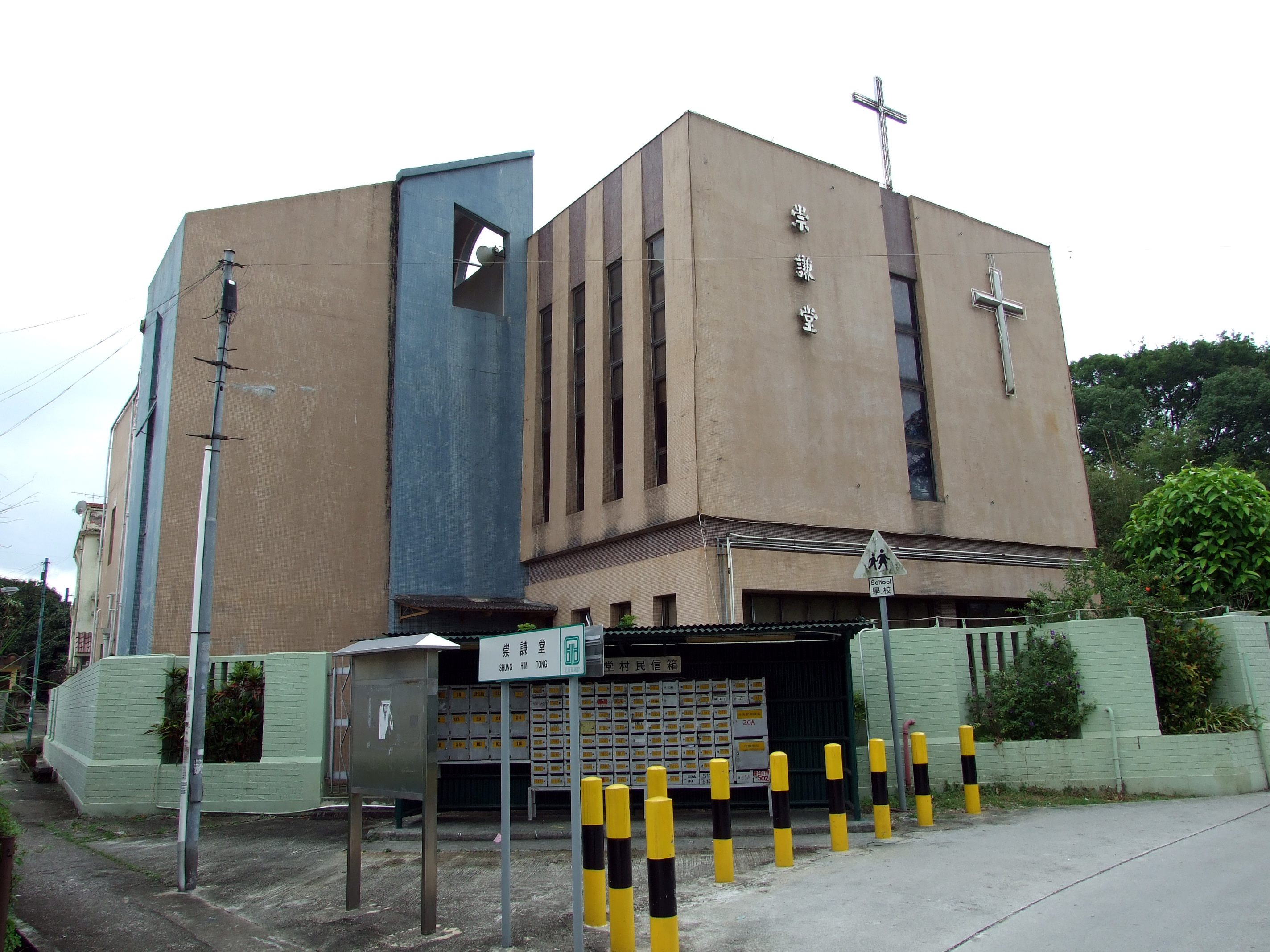
崇謙新堂

## 崇謙堂教會墳場
「崇謙堂教會墳場」位於村後松山，1931年彭樂三有見於政府法例嚴格管理墳地安葬事宜，乃向大埔理民府申請崇謙村後一幅佔地2萬多平方呎的山地作為教會墳場，卒獲立法局批准，成為新界唯一擁有教會墳場的教會。

## 從謙學校

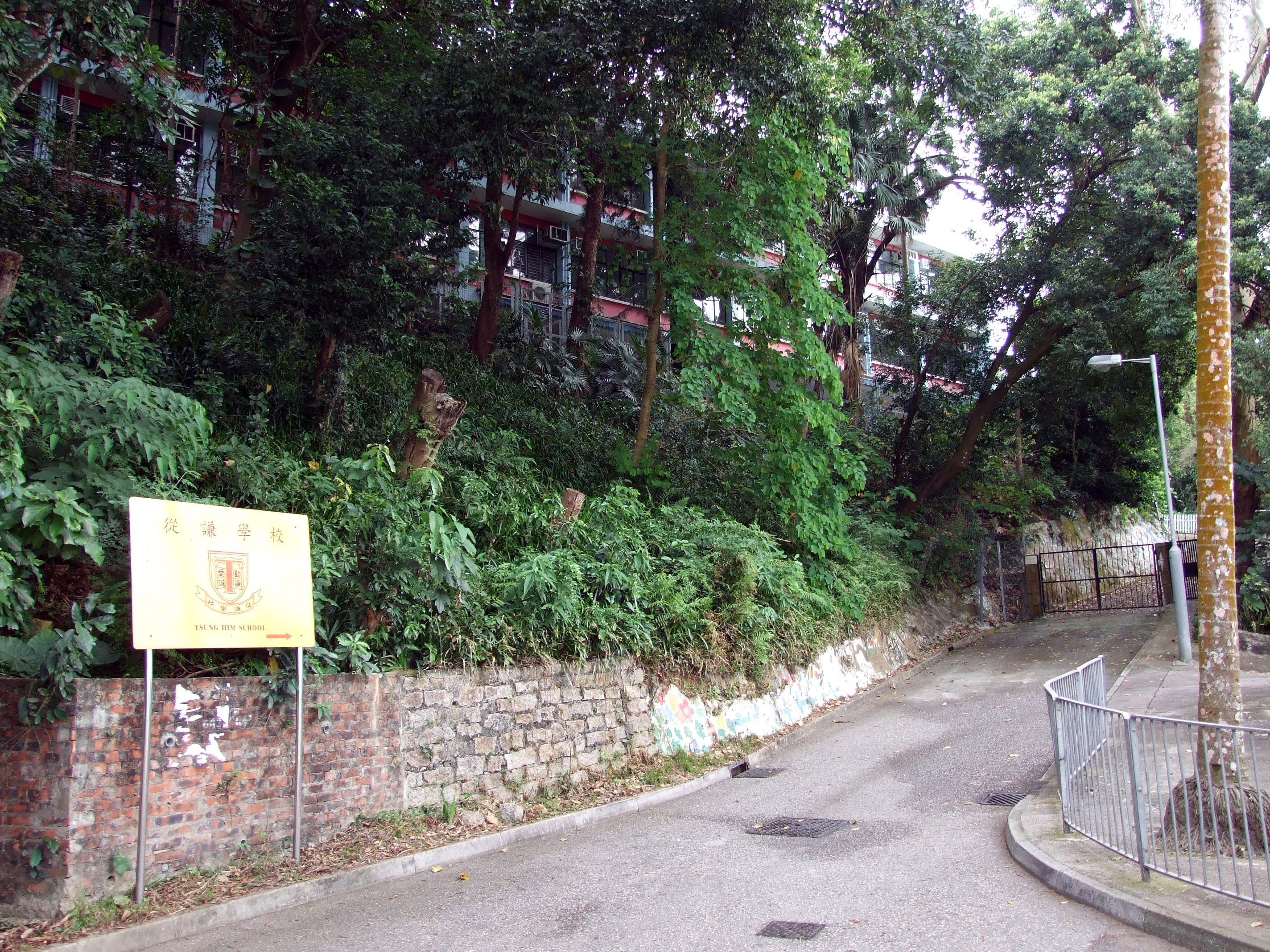
從謙學校

從謙學校由彭樂三創辦，龍躍頭最先的小學名為「穀詒書室」，但因規模細小，僅能容納四十餘人，且只收當地鄧族子弟入讀，以傳統方式教學，不適合基督教社區廣傳福音的理念。於是彭樂三、張和彬、凌善元等聯同村中鄉紳徐仁壽籌集建校經費，經多番努力，終獲香港政府資助2000元，於1924年在崇謙堂村左旁小山丘上建築校舍，定名為「從謙學校」，以勤、謙、愛、智、誠為校訓，於1925年落成後，與崇謙堂不發生隸屬關係，至今已有80多年歷史。教統局於2006年尾通知15所小學於2007年9月正式停辦，包括從謙學校。

## 交通
東鐵：粉嶺站
新界專線小巴：54K 龍躍頭專線

## 外部連結
- 崇謙堂 （页面存档备份，存于）
- 古物古蹟辦事處：崇謙堂 （页面存档备份，存于）